# På Tchad-søens bund
På Tchad-søens bund er en film instrueret af Mette Bovin efter eget manuskript.

## Handling
En personlig film om antropologen Mette Bovins venskab med nomaden Gorjo, som hun har kendt i 22 år. En film, der personliggør wodaabe-nomadefolkets utroligt stærke overlevelseskamp mod fattigdom og tørke gennem beskrivelsen af en familie med 12 børn, hvoraf 9 har overlevet. Da Mette Bovin første gang mødte Gorjo i Niger, havde han 300 køer, nu har han 5! Gorjo fortæller om sit liv, sit ægteskab, sin religion, og filmholdet får lov til at overvære hans "indvielse" til moden alder. Venskabet begyndte i slutningen af tresserne, og Bovin medtager billedmateriale fra denne tid samt fra slutningen af 80¿erne i sin film om wodaaberne, der også er et meget skønhedsdyrkende folk.